# Hemipilia
Hemipilia – rodzaj roślin jednoliściennych z rodziny storczykowatych (Orchidaceae). Obejmuje 65 gatunków występujących w południowo-wschodniej Azji od Nepalu i Bhutanu po południowe Chiny i Tajlandię.

## Morfologia
PokrójRośliny zielne naziemne, niewielkie lub średniej wielkości.
ŁodygaWyrasta z mięsistej, zaokrąglonej lub elipsoidalnej bulwy, skrócona.
LiściePochwiasty katafil i pojedynczy, rzadko dwa liście właściwe. Liść rośnie zwykle przylegając do powierzchni gruntu, ma kształt sercowaty do jajowatego. Powierzchnia liścia jest zielona, często z purpurowymi wzorami.
KwiatyZebrane w szczytowe grono. Kwiatostan wsparty jest kilkoma łuskami. Przysadki są zwykle krótsze od zalążni. Kwiaty są odwrócone, purpurowe do różowych, niemal białych. Szypułka i zalążnia są często nieco łukowate, wąskie i nagie. Listki okwiatu są wolne. Grzbietowy listek zewnętrznego okółka często jest wyprostowany, a boczne są rozpostarte. Listki okółka wewnętrznego są nieco mniejsze, stulone i tworzą kaptur nad prętosłupem. Warżka rozpostarta, trójklapowa lub całobrzega, na wierzchu drobno brodawkowata, z dwoma grzbietami. Prętosłup tęgi.
OwoceTorebka wąsko elipsoidalna.

## Systematyka
Pozycja systematyczna według Angiosperm Phylogeny Website (aktualizowany system APG III z 2009)
Rodzaj należy do podplemienia Orchidinae w plemieniu Orchideae w podrodzinie storczykowych Orchidoideae Szlachetko, stanowiącej jeden ze starszych kladów w obrębie rodziny storczykowatych (Orchidaceae).
Wykaz gatunków
- Hemipilia alpestris (Fukuy.) Y.Tang & H.Peng
- Hemipilia amplexifolia (Tang & F.T.Wang) Y.Tang & H.Peng
- Hemipilia avisoides Y.Tang, X.M.Wang & H.Peng
- Hemipilia basifoliata (Finet) Y.Tang & H.Peng
- Hemipilia bidupensis Aver.
- Hemipilia bifoliata (Tang & F.T.Wang) Y.Tang & H.Peng
- Hemipilia brevicalcarata Finet
- Hemipilia calcicola (W.W.Sm.) Y.Tang & H.Peng
- Hemipilia calophylla C.S.P.Parish & Rchb.f.
- Hemipilia camptoceras (Rolfe ex Hemsl.) Y.Tang & H.Peng
- Hemipilia capitata (Tang & F.T.Wang) Y.Tang & H.Peng
- Hemipilia chusua (D.Don) Y.Tang & H.Peng
- Hemipilia compacta (Schltr.) Y.Tang & H.Peng
- Hemipilia cordifolia Lindl.
- Hemipilia crassicalcarata S.S.Chien
- Hemipilia crenulata (Soó) Y.Tang & H.Peng
- Hemipilia cucullata (L.) Y.Tang, H.Peng & T.Yukawa
- Hemipilia discolor Aver. & Averyanova
- Hemipilia dolichocentra (Tang, F.T.Wang & K.Y.Lang) Y.Tang & H.Peng
- Hemipilia exilis (Ames & Schltr.) Y.Tang & H.Peng
- Hemipilia faberi (Rolfe) Y.Tang & H.Peng
- Hemipilia farreri (Schltr.) Y.Tang & H.Peng
- Hemipilia flabellata Bureau & Franch.
- Hemipilia forrestii Rolfe
- Hemipilia fujisanensis (Sugim.) Y.Tang, H.Peng & T.Yukawa
- Hemipilia galeata Ying Tang, X.X.Zhu & H.Peng
- Hemipilia gonggashanica (K.Y.Lang) Y.Tang & H.Peng
- Hemipilia gracilis (Blume) Y.Tang, H.Peng & T.Yukawa
- Hemipilia graminifolia (Rchb.f.) Y.Tang, H.Peng & T.Yukawa
- Hemipilia hemipilioides (Finet) Y.Tang & H.Peng
- Hemipilia henryi Rolfe
- Hemipilia hui (Tang & F.T.Wang) Schuit.
- Hemipilia joo-iokiana (Makino) Y.Tang, H.Peng & T.Yukawa
- Hemipilia keiskei (Finet) Y.Tang, H.Peng & T.Yukawa
- Hemipilia kinoshitae (Makino) Y.Tang, H.Peng & T.Yukawa
- Hemipilia kiraishiensis (Hayata) Y.Tang & H.Peng
- Hemipilia kwangsiensis Tang & F.T.Wang ex K.Y.Lang
- Hemipilia lepida (Rchb.f.) Y.Tang, H.Peng & T.Yukawa
- Hemipilia limprichtii Schltr.
- Hemipilia luteola (K.Y.Lang & S.C.Chen) Y.Tang & H.Peng
- Hemipilia monantha (Finet) Y.Tang & H.Peng
- Hemipilia oblonga (K.Y.Lang) Y.Tang & H.Peng
- Hemipilia omeishanica (Tang, F.T.Wang & K.Y.Lang) Y.Tang & H.Peng
- Hemipilia ovata (K.Y.Lang) Y.Tang & H.Peng
- Hemipilia parceflora (Finet) Y.Tang & H.Peng
- Hemipilia physoceras (Schltr.) Y.Tang & H.Peng
- Hemipilia pinguicula (Rchb.f. & S.Moore) Y.Tang & H.Peng
- Hemipilia puberula (King & Pantl.) Y.Tang & H.Peng
- Hemipilia pugeensis (K.Y.Lang) Y.Tang & H.Peng
- Hemipilia purpureopunctata (K.Y.Lang) X.H.Jin, Schuit. & W.T.Jin
- Hemipilia renzii (Deva & H.B.Naithani) Y.Tang & H.Peng
- Hemipilia secundiflora (Kraenzl.) Y.Tang & H.Peng
- Hemipilia sichuanica (K.Y.Lang) Y.Tang & H.Peng
- Hemipilia simplex (Tang & F.T.Wang) Y.Tang & H.Peng
- Hemipilia taiwanensis (Fukuy.) Y.Tang & H.Peng
- Hemipilia takasago-montana (Masam.) Y.Tang & H.Peng
- Hemipilia tetraloba (Finet) Y.Tang & H.Peng
- Hemipilia thailandica (Seidenf. & Thaithong) Y.Tang & H.Peng
- Hemipilia tibetica (Schltr.) Y.Tang & H.Peng
- Hemipilia tominagae (Hayata) Y.Tang & H.Peng
- Hemipilia trifurcata (Tang, F.T.Wang & K.Y.Lang) Y.Tang & H.Peng
- Hemipilia wenshanensis (W.H.Chen, Y.M.Shui & K.Y.Lang) Y.Tang & H.Peng
- Hemipilia yajiangensis G.W.Hu, Jia X.Yang & Q.F.Wang
- Hemipilia yueana (Tang & F.T.Wang) Y.Tang & H.Peng
- Hemipilia yunnanensis Schltr.

Wykaz hybryd
- Hemipilia × alpestroides T.C.Hsu
- Hemipilia × mixta Ormerod